# Bo Bergman (psykiater)
Bo Karl Gustaf Bergman, född 4 december 1950 i Tingsås församling i Kronobergs län, är en svensk psykiater och forskare.

## Bakgrund
Bergman är son till lektorn vid Värnamo högre allmänna läroverk, teol. lic. Sten Bergman och teol. kand. Brita Zackrisson. Hans farbror Gunnar Bergman var professor och tandläkare. Fastern, Eivor Askmark, teol. kand, var gift med biskop Ragnar Askmark.

## Karriär
Bo Bergman påbörjade först psykologutbildningen vid Lunds universitet år 1969. Han slutförde utbildningen till en fil.kand examen med psykologi som huvudämne men påbörjade hösten 1973 läkarutbildningen vid Lunds universitet. Efter att ha bytt till Karolinska institutet blev han legitimerad år 1981. Därefter följde specialistutbildning inom psykiatri, klar 1985 och ungefär samtidigt deltog han i forskarutbildning. 
Bergman blev medicine doktor år 1988, samtidigt som han arbetade som överläkare, och blev docent 1993, professor 1997. Under 90-talet arbetade Bergman som universitetslektor vid Karolinska Institutets neurosektion vid Huddinge sjukhus. Han handledde under denna tid tre doktorander fram till medicine doktorsgrad: Sari Ponzer (nu professor och dekanus vid Karolinska institutet), Leena-Maria Johansson och Elina Sarasalo. Några år senare disputerade Jaan Ruusa, som handleddes av Bergman, speciellt i inledningsskedet av forskningen. Forskningen Bergman bedrivit har mestadels behandlat mäns våld mot kvinnor, alkoholproblem, trauma och självmordsförsök. Åren 2006 - 2011 arbetade han på Läkemedelsverket med medicinsk information. Sedan 2011 är han åter i klinisk tjänst vid Psykiatri Södra Stockholm och arbetar också vid SBU (Statens Beredning för Medicinsk Utvärdering). 

## Disputationen
Bergmans avhandling Battered wives: why are they beaten and why do they stay? undersökte empiriskt mönster hos de kvinnor som blivit misshandlade. Under disputation hände något ovanligt - Bergman blev ifrågasatt av en åhörare, professorn i sociologi Eva Lundgren. Lundgren hävdade att grunden till kvinnomisshandel alltid är mannens vilja till makt och att förklaringsmodeller som fokuserar på egenskaper hos de slagna kvinnorna är kvinnofientliga. Bergmans försvarare menade att det är nödvändigt att veta vilka de slagna kvinnorna är för att kunna hjälpa dem. Disputationsakten och avhandlingen beskrivs detaljerat i en avhandling från Lunds universitet av Gabriella Nilsson: Könsmakt eller häxjakt: Antagonistiska föreställningar om mäns våld mot kvinnor (2009).